# Marran
Marran (arab. مران) – miejscowość w Syrii, w muhafazie Aleppo. W 2004 roku liczyła 3670 mieszkańców.